# Fazon
Fazon je kvazidelec, ki se pojavlja v kvazikristalih. Fazon je podoben fononu, ki je povezan z nihanji in premiki atomov v kristalu. Fazoni so povezani s preureditvami atomov. Kot rezultat preureditev atomov, valovi, ki opisujejo položaj atomov v kristalu spremenijo fazo. Zaradi tega so tudi dobili ime fazoni. Sprostitve napetosti v kristalih so pri fazonih  mnogo bolj počasne kot pri fononih .